# Sydfalster Kommune
Sydfalster Kommune i Storstrøms Amt blev dannet ved kommunalreformen i 1970. Ved strukturreformen i 2007 indgik kommunen i Guldborgsund Kommune sammen med Nysted Kommune, Nørre Alslev Kommune, Sakskøbing Kommune, Stubbekøbing Kommune og det meste af Nykøbing Falster Kommune.

## Tidligere kommuner
Sydfalster Kommune blev dannet ved sammenlægning af 3 sognekommuner:
| Kommune        | Folketal 1. januar 1970 | Byer                                         |
| -------------- | ----------------------- | -------------------------------------------- |
| Idestrup       | 1.924                   | Idestrup og Sønder Vedby Skovhuse            |
| Skelby-Gedesby | 2.368                   | Gedesby og Gedser                            |
| Væggerløse     | 2.137                   | Marielyst, Nykøbing Strandhuse og Væggerløse |
| I alt          | 6.429                   |                                              |

Hertil kom 7 matrikler fra Sønder Kirkeby Sogn i Stubbekøbing Kommune. Derimod afgav Sydfalster Kommune Hasselø-området til Nykøbing Falster Kommune: et ejerlav og dele af to andre i Idestrup Sogn samt mange matrikler i Væggerløse Sogn.

## Sogne
Sydfalster Kommune bestod af følgende sogne, alle fra Falsters Sønder Herred:
- Gedesby Sogn
- Idestrup Sogn
- Skelby Sogn
- Væggerløse Sogn

## Borgmestre[3]
| Periode   | Navn               | Parti                       |
| --------- | ------------------ | --------------------------- |
| 1970-1990 | Otto Jensen        | Venstre                     |
| 1990-2006 | Hans Aage Pedersen | Det Konservative Folkeparti |